# 212 f.Kr.

## Händelser

### Efter plats

#### Grekland
- Efter att två gånger ha blivit stoppad av romarna i sina försök att invadera Illyrien från havet, och dessutom blir hindrad av Marcus Valerius Laevinus flotta i Adriatiska havet, börjar Filip V av Makedonien hålla sig till landbaserade aktiviteter. Undvikande kusterna erövrar han inlandsstäderna Atintania, Dimale och Lissos och kuvar de grekiska stammarna dassareterna, parthinerna och ardiaierna.

#### Thrakien
- Tylis blir förstört av thrakerna.

#### Kartago
- Syfax, som är kung över den västnumidiska stammen masaisylerna, sluter en allians med romarna, varvid de skickar militära rådgivare, för att hjälpa Syfax att träna sina soldater. Han anfaller därefter östnumidierna (massylierna under ledning av Gala, som är allierad med karthagerna). Den karthagiske generalen Hasdrubal reser till norra Afrika från Spanien för att krossa numidiernas uppror.

#### Spanien
- De romerska generalerna Publius Cornelius Scipio och hans äldre bror Gnaeus Cornelius Scipio Calvus erövrar Saguntum (nuvarande Sagunto) från karthagerna.

#### Seleukiderriket
- Antiochos III ger sig iväg på ett fälttåg i Asien, där han kommer att nå så långt som till Indien och i stort sett lyckas återställa de områden vilka Alexander den store tidigare har erövrat.
- Efter att ha återtagit centrala Anatolien från usurpatorn Achaios vänder Antiochos III sin uppmärksamhet och sina styrkor mot de nordligaste och östligaste delarna av det Seleukidiska riket, för att även återta dessa.
- Antiochos III gifter bort sin syster Antiochia med kung Xerxes av Armenien, som erkänner Antiochos III:s överhöghet och erlägger tribut till honom.

#### Romerska republiken
- Publius Licinius Crassus Dives väljs till "pontifex maximus" framför mer erfarna kandidater, trots att han aldrig har innehaft något högre ämbete. Denna position kommer han dock att ha kvar till sin död.
- De romerska soldater som är inkvarterade i Tarentum fjärmar sig så mycket från stadens invånare att ett antal konspiratörer släpper in den karthagiske befälhavaren Hannibal i staden och besegrar den romerska kontingenten där. Hannibal håller sådan uppsikt över sina soldater att plundringen begränsas till enbart romerska hus. Citadellet i Tarentum kvarstår dock under romersk kontroll, vilket gör att Hannibal inte kan använda stadens hamn.
- De romerska konsulerna Appius Claudius Pulcher och Quintus Fulvius Flaccus belägrar Capua med åtta legioner. Hanno den store beger sig till Beneventum för att försöka hjälpa invånarna i Capua, men blir besegrad av romarna.
- Capuanerna skickar därefter en vädjan om hjälp till Hannibal. Som svar skickar Hannibal 2.000 numidiska kavallerister, som förstärkning till staden. De kombinerade kartagiska styrkorna besegrar därefter den romerska styrkan under Flaccus och Pulchers befäl. Den senare kommer snart att avlida av skador han har ådragit sig.
- Slaget vid Silarus utkämpas mellan Hannibals armé och en romersk styrka ledd av praetorn Marcus Centenius Penula. Kartagerna segrar, vilket krossar Centenius Penulas armé.
- Slaget vid Herdonia utkämpas mellan Hannibals karthagiska armé och de romerska styrkor, som håller på att belägra Herdonia under praetorn Gnaeus Fulvius Flaccus (bror till konsuln Quintus Fulvius Flaccus) befäl. Den romerska armén krossas, vilket gör Apulien fritt från romare för resten av året.
- Efter två års belägring lyckas den romerske generalen Marcus Claudius Marcellus gradvis ta sig in i Syrakusa och erövrar staden framför näsan på de starka karthagiska förstärkningarna, trots att försvararna har använt sig av krigsmaskiner konstruerade av den grekiske matematikern och vetenskapsmannen Arkimedes (Archimedes) (såsom Archimedes klo).
- Trots att Marcellus önskar spara Syrakusabornas liv lyckas han inte hindra sina soldater att plundra staden, varunder Arkimedes blir dödad. Marcellus för bort Syrakusas konstskatter till Rom, vilket är första gången denna i framtiden mycket vanliga sed omnämns i källorna.

## Avlidna
- Arkimedes (Archimedes) från Syrakusa, grekisk matematiker och vetenskapsman, som har räknat ut formler för areor och volymer för klot, cylindrar, parabler och andra två- och tredimensionella figurer. Han har också grundat den hydrostatiska läran, vilket inkluderar vetenskapen om vattnets lyftkraft på en flytande kropp, vilket har lett till hans berömda utrop "Heureka". För det tredje har han uppfunnit belägringsmaskiner, som har använts mot romarna, samt Archimedes skruv för att få upp vatten (dödad; född omkring 287 f.Kr.)
- Tiberius Sempronius Gracchus, romersk konsul 215–213 f.Kr.